# Manuella Kalili
Manuella Kalili   (Honolulu, 2 de novembre de 1912 - Honolulu, 14 de setembre de 1969) va ser un nedador estatunidenc que va competir durant la dècada de 1930. Era germà del també nedador Maiola Kalili.
El 1932 va prendre part en els Jocs Olímpics de Los Angeles, on va disputar dues proves del programa de natació. Guanyà la medalla de plata en els 4×200 metres lliures, formant equip amb George Fissler, Frank Booth i Maiola Kalili, mentre en els 100 metres lliures fou quart.
Des del 2001 forma part del Hawai’i Sports Hall of Fame.